# Afghanistan aux Jeux olympiques d'été de 2016
L'Afghanistan participe aux Jeux olympiques d'été de 2016 à Rio de Janeiro (Brésil) du 5 au 21 août 2016, pour une 14e fois à des Jeux d'été, où il envoie une délégation de trois sportifs.
Il ne remporte aucune médaille mais la coureuse Kamia Yousufi établit un nouveau record national en "100 mètres".

## Athlétisme
L'Afghanistan qualifie une femme et un homme grâce à deux invitations au nom de l'universalité des Jeux, attribuées par l'Association internationale des fédérations d'athlétisme (IAAF),.
Bien qu'éliminée en série la coureuse Kamia Yousufi établit un nouveau record d'Afghanistan en "100 m" féminin le 12 août avec 14,02 secondes.
Les compétitions d'athlétisme se déroulent du 12 au 21, dans le stade olympique Nilton-Santos pour les épreuves sur piste.
| Athlète            | Compétition    | Série   | Série | Quart de finale | Quart de finale | Demi-finale | Demi-finale | Finale  | Finale  |
| Athlète            | Compétition    | Temps   | Rang  | Temps           | Rang            | Temps       | Rang        | Temps   | Rang    |
| ------------------ | -------------- | ------- | ----- | --------------- | --------------- | ----------- | ----------- | ------- | ------- |
| Kamia Yousufi      | 100 m féminin  | 14 s 02 | 8     | -               | -               | -           | -           | -       | -       |
| Abdul Wahib Zahiri | 100 m masculin | 11 s 56 | 7e    | Eliminé         | Eliminé         | Eliminé     | Eliminé     | Eliminé | Eliminé |

## Judo
L'Afghanistan qualifie un judoka grâce à une invitation de la "Commission tripartite".
Les compétitions se déroulent du 6 au 12 août à la Carioca Arena 2, à l'intérieur du Parc olympique de Barra da Tijuca à l'ouest de Rio où 386 athlètes prennent part aux 14 épreuves.
| Athlète                 | Compétition              | Date    | 1/64 de finale      | 1/32 de finale      | 1/16 de finale      | Quart de finale     | Demi-finale         | Repêchage           | Finale / MB         | Finale / MB  |
| Athlète                 | Compétition              | Date    | Adversaire Résultat | Adversaire Résultat | Adversaire Résultat | Adversaire Résultat | Adversaire Résultat | Adversaire Résultat | Adversaire Résultat | Rang         |
| ----------------------- | ------------------------ | ------- | ------------------- | ------------------- | ------------------- | ------------------- | ------------------- | ------------------- | ------------------- | ------------ |
| Mohammad Tawfiq Bakhshi | Hommes de moins de 90 kg | 11 août | Fonseca D 000–100   | Pas qualifié        | Pas qualifié        | Pas qualifié        | Pas qualifié        | Pas qualifié        | Pas qualifié        | Pas qualifié |